# 東京都立西高等学校の人物一覧
東京都立西高等学校人物一覧（とうきょうとりつにしこうとうがっこうじんぶついちらん）では、東京都立西高等学校の著名な出身者・教員・関係者などを列挙する。

## 学校長・教職員

### 元学校長・教職員
- 宮本久也 - 元校長、現都立八王子東高校校長、元全国高等学校長協会会長
- 武内彰 - 元副校長、現都立日比谷高校校長

## 著名な出身者

### 政治・行政
- 水野清（十中1期） - 元衆議院議員、元建設大臣、元総務庁長官、元自由民主党総務会長
- 上野博史（西9期） - 農林中央金庫理事長、元農林水産事務次官
- 橋本鋼太郎（西11期） - 首都高速道路社長、元建設事務次官
- 阿南惟茂（西11期） - 元駐中国大使・内閣外政審議室長・外務省アジア局長
- 山口剛彦（西12期） - 独立行政法人福祉医療機構理事長、元厚生事務次官
- 脇雅史（西15期） - 参議院議員、元近畿地方建設局長
- 早川忠孝（西16期） - 衆議院議員、弁護士[1]
- 日下一正（西18期） - 元内閣官房参与、元経済産業審議官
- 潮明夫（西20期） - 元人事院公平審査局長、元大蔵官僚[要出典]
- 大泉博子（西20期） - 政治運動家、元山口県副知事、元厚生官僚
- 松野信夫（西22期） - 衆議院議員、弁護士
- 寺崎明（西22期） - 元総務審議官、情報通信振興会理事長
- 高橋進（西23期） - 日本総合研究所理事長、元内閣府政策統括官
- 金髙雅仁（西26期） - 元警察庁長官
- 嘉治美佐子（西28期） - 元駐クロアチア大使
- 増田義一（西28期） - 元内閣審議官
- 長友哲次（西29期） - 元横浜税関長
- 宮川正（西29期）- 元経済産業省製造産業局長
- 阿部守一（西31期） - 長野県知事、元横浜市副市長、総務省過疎対策室長
- 宇波弘貴（西35期） - 財務省主計局長、元内閣総理大臣秘書官、
- 冨沢宏 - 元大阪国税局長、元国立印刷局理事長
- 窪田勝弘 - 元衆議院法制局長、大蔵省出身

### 経済
- 大西正文（十中1期） - 大阪ガス特別顧問、元大阪ガス会長、元大阪ガス社長
- 堤清二（十中3期） - 実業家 / 辻井喬 - 小説家、詩人、元西武百貨店社長、元セゾングループ代表、セゾン文化財団理事長
- 増田通二（十中3期） - 元パルコ会長
- 天野順一（西3期） - 日本ユニシス社長
- 下垣内洋一（西5期） - JFEホールディングス相談役、元JFEホールディングス社長
- 佐田展隆 - 株式会社佐田（オーダースーツSADA）社長
- 佐藤安弘（西6期） - 麒麟麦酒相談役、元麒麟麦酒会長、元麒麟麦酒社長
- 滝鼻卓雄（西10期） - 読売新聞東京本社社長・編集主幹、読売巨人軍オーナー
- 葛西敬之（西11期） - JR東海会長、元JR東海社長
- 山口範雄（西14期） - 味の素社長
- 植山周一郎（西15期） - マーガレット・サッチャー日本代表、ヴァージン・グループ顧問
- 高橋恭平（西15期） - 昭和電工社長、日本化学工業協会副会長、石油化学工業協会会長
- 鈴木繁（西15期） - 新日鉄ソリューションズ会長
- 古川一夫（西17期） - 日立製作所社長
- 西水美恵子（西18期） - 経済産業研究所コンサルティング・フェロー、前世界銀行副総裁
- 山田佳臣（西19期） - JR東海社長
- 木川眞（西20期） - ヤマトホールディングス社長、ヤマト運輸会長
- 鈴木純（西28期） - 帝人社長

### 学術
- 堀川清司（十中4期） - 東京大学名誉教授、元埼玉大学学長、元武蔵工業大学（現東京都市大学）学長、日本学士院会員、文化功労者
- 森昭夫（十中5期） - 神戸大学名誉教授、元日本経営学会理事長、日本学術会議会員
- 水島一也（十中7期） - 神戸大学名誉教授
- 秋山駿（十中7期） - 文芸評論家、作家、元東京農工大学教授
- 橋本堅太郎（西1期） - 日展理事長、日本彫刻会理事長、東京学芸大学名誉教授。文化功労者
- 野末陳平（西2期） - 作家、司会者、元参議院議員、元大正大学教授
- 中川浩一（西2期） - 交通地理学者
- 大谷禎之介（西5期）- 経済学者、法政大学名誉教授
- 柳田博明（西6期） - 名古屋市科学館長、東京大学名誉教授、元名古屋工業大学学長
- 村崎芙蓉子（西6期） - 医師、作家（著書『こころに赤い聴診器』）
- 高瀬弘一郎（西7期） - 歴史学者、慶應義塾大学名誉教授
- 横川新（西7期） - 国際法学者、成城大学学長・名誉教授
- 加藤諦三（西8期） - 作家、社会学者、早稲田大学名誉教授、元ラジオパーソナリティ
- 中島尚正（西11期） - 工学者、東京大学名誉教授、海陽中等教育学校校長
- 菅野盾樹（西14期） - 大阪大学名誉教授（著書『新・修辞学』ほか）
- 藤原正彦（西14期） - 数学者、作家、お茶の水女子大学教授（ベストセラー『国家の品格』）
- 武田邦彦（西14期） - 中部大学教授（著書『環境問題はなぜウソがまかり通るのか』）
- 池田信雄（西18期） - 独文学者
- 鎌田實（西19期） - 諏訪中央病院名誉院長、作家（著書『がんばらない』）
- 西垣通（西19期） - 情報工学者、作家（著書『マルチメディア』）、東大教授
- 須田美矢子（西19期） - 日本銀行政策委員会審議委員、元学習院大学教授
- 宮城啓子（西19期） - 刑事訴訟法学者、元筑波大学教授、元法務省司法試験考査委員
- 竹田茂夫（西20期） - 経済学者、法政大学経済学部教授
- 亘明志（西20期） - 社会学者、京都女子大学教授、日本解放社会学会前会長（著書『記号論と社会学』『身体・メディア・権力』）
- 関根清三（西21期） - 倫理学者
- 荒木茂（西21期） - 京都大学大学院アジア・アフリカ地域研究研究科教授
- 榊原洋一（西22期） - 医師、お茶の水女子大学名誉教授、元東京大学医学部附属病院医長（育児学関連の著書多数）
- 間々田孝夫（西22期） - 社会学者、立教大学名誉教授（『21世紀の消費』など消費社会研究）
- 金田一秀穂（西24期） - 日本語学者、杏林大学教授（タモリのジャポニカロゴス監修、NHK教育テレビ講師）[2]
- 島田裕巳（西24期） - 宗教学者、作家、劇作家、元日本女子大学教授[2]
- 近藤光男（西24期） - 法学者、神戸大学大学院法学研究科教授
- 水野紀子（西25期） - 法学者、東北大学法学部教授。日本初の旧帝大女性学部長
- 鈴木ゆめ（西27期） - 医博、横浜市立大学附属病院教授
- 河西春郎（西27期） - 生理学者、神経科学者、東京大学医学部教授、日本学士院賞・恩賜賞
- 高原明生（西29期） - 東京大学法学部教授
- 田中修（西29期） - 中国研究者、元財務官僚。日中産学官交流機構特別研究員、財務省財務総合政策研究所次長、著書『検証　現代中国の経済政策決定』（2008年度アジア・太平洋賞特別賞受賞）
- 津田敦（西29期） - 生態学者、東京大学執行役副学長・教授、元日本プランクトン学会会長、元日本海洋学会副会長
- 高橋伸一郎（西30期） - 内分泌学者、東京大学教授
- 林康紀（西36期） - 神経科学者、理化学研究所脳科学総合研究センター、日本学術振興会賞、日本学士院学術奨励賞受賞
- 工藤裕子（西38期） - 政治学者、中央大学法学部教授
- 中村正治（西38期） - 京都大学化学研究所元素科学国際研究センター長・教授、元ハーバード大学客員教授
- 森洋久（西39期） - 東京大学総合研究博物館准教授
- 小宮正安（西39期） - 横浜国立大学教育人間科学部教授
- 鶴岡賀雄 - 宗教学者、東京大学名誉教授
- 石島紀之 - 歴史学者、フェリス女学院大学名誉教授[要出典]
- 古川純 - 憲法学者、専修大学名誉教授[要出典]

### 放送・マスコミ
- 榎本勝起（玉泉中3期） - 元TBSアナウンサー
- 相川浩（西4期） - 元NHKアナウンサー（『NHK紅白歌合戦』『思い出のメロディー』）
- 田所竹彦（西6期） - 元『ニュースステーション』（テレビ朝日）コメンテーター、元朝日新聞論説副主幹
- 浅見源司郎（西8期） - 元日本テレビアナウンサー
- 盛山毅（西11期） - 共同テレビジョン専務取締役、元フジテレビアナウンサー
- 峯尾武男（西11期） - 「関西発ラジオ深夜便」アンカー、元NHKチーフアナウンサー
- 木原秋好（西18期） - NHKアナウンサー
- 金平茂紀（西24期） - TBS報道局記者・キャスター・執行役員[2]
- 城ヶ崎祐子（西25期） - フリーアナウンサー、元フジテレビ
- 清原邦夫（西32期） - フジテレビチーフプロデューサー、フジテレビスポーツ局スポーツ部専任部長（担当番組『ジャンクSPORTS』、『SRS』）
- 智田裕一（西36期） - フジテレビアナウンサー
- 細田史雄（西36期） - NHKアナウンサー
- 兼清麻美（西39期） - NHKアナウンサー
- 土井敏之（西41期） - TBSアナウンサー
- 中田有紀（西44期） - フリーアナウンサー（『Oha!4 NEWS LIVE』）、元青森放送
- 鈴木貴彦（西50期） - NHKアナウンサー
- 南雲穂波（西65期） -　メーテレアナウンサー
- 植木不等式-サイエンスライター、元朝日新聞記者。
- 川島真理子-元テレビ東京アナウンサー

### 文化・芸能
- 大中恩（十中1期） - 作曲家（『犬のおまわりさん』、『サッちゃん』、『おなかのへるうた』）
- 森本哲郎（十中2期） - 評論家
- 喜早哲（西1期） - 歌手（『ダークダックス』）
- 納谷六朗（十高併設中1期） - 俳優、声優
- 黒井千次（西3期） - 作家（著書『春の道標』は西高が舞台といわれる）
- 入沢康夫（西3期） - 詩人、フランス文学者、元明治大学教授、元明治学院大学助教授、元東京工業大学助教授
- 江川三郎（西3期） - オーディオ評論家
- 日下弘（西3期） - グラフィックデザイナー
- 阿刀田高（西5期） - 作家、長岡中学から転校、直木賞作家、短篇集『ナポレオン狂』、旭日中綬章受章（2009年）
- 芳村真理（西6期） - 女優、司会者（『夜のヒットスタジオ』）、林野庁林政審議会委員
- 黒田恭一（西8期） - 音楽評論家、東急文化村オーチャードホールプロデューサー
- 小倉純二（西9期） - 日本サッカー協会会長、国際サッカー連盟 (FIFA) 理事、アジアサッカー連盟 (AFC) 理事
- 松島利行（西10期） - 映画評論家
- 堀江朋子（西11期） - 作家
- 山脇百合子（西12期） - 童話画家（童話『ぐりとぐら』『いやいやえん』）
- 玉村豊男（西16期） - 作家、エッセイスト
- 江波戸哲夫（西17期） - 作家（日本経済新聞連載『サラリーマン生態学』）[要出典]
- 池田香代子（西19期） - 翻訳家、口承文芸研究家、世界平和アピール七人委員会委員（訳書『ソフィーの世界』著書『世界がもし100人の村だったら』）、市民活動家
- 望月真理子（西20期） - 女優
- 毛利蔵人（西21期） - 作曲家
- 那須博之（西22期） - 映画監督（映画『ビー・バップ・ハイスクール』）
- 坂本裕介（西33期） - 作曲家、音楽プロデューサー（ユニット「Key of Life」）
- 成田浬（西41期） - 俳優（映画「ホワイトアウト」「世にも奇妙な物語」）
- 菅野宏一郎（西42期） - トランシルヴァニア・ヴィルトゥオーゾ室内管弦楽団指揮者
- 高野健一 （西42期） - シンガーソングライター、音楽プロデューサー
- レム色（唐沢拓磨、渡辺剛太）（西51期） - お笑いコンビ（NTV『エンタの神様』、NHK『爆笑オンエアバトル』、第4, 5回「M-1グランプリ」準決勝進出）
- 山田タマル（西53期） - シンガーソングライター
- 金原亭馬久（西55期） - 落語家
- 上村亘（西57期） - 将棋棋士
- キタニタツヤ（西66期）- シンガーソングライター
- 進行諸島（西66期）- 作家
- 春風亭一柳（中退） - 落語家
- 横澤英雄 - 宝塚歌劇団・OSK日本歌劇団演出家

### スポーツ
- 荻村伊智朗（西3期） - 元国際卓球連盟会長（世界卓球選手権金メダル12個）
- 好村兼一（西19期） - 剣道家（剣道教士八段、フランス剣道連盟顧問）、作家
- 土屋潤二（西40期） - メディカルトレーナー、サッカー指導者
- 黛拓郎（西49期） - アメリカンフットボール選手
- 岡田隆 (体育学者)（西50期） - 体育学者、ボディビルダー
- 山下良美（西56期） - サッカー審判員